# Oxymycterus hucucha
Oxymycterus hucucha és una espècie de mamífer rosegador de la família dels cricètids. És endèmic de Bolívia, on viu a altituds d'entre 2.600 i 3.000 msnm. S'alimenta d'insectes i altres invertebrats. El seu hàbitat natural són les selves nebuloses pertorbades. Està amenaçat per la tala d'arbres i la fragmentació del seu medi. El seu nom específic, hucucha, significa ‘ratolí’ en quítxua.